# Wimbledon-mesterskabet i damedouble 2021
Wimbledon-mesterskabet i damedouble 2021 var den 98. turnering om Wimbledon-mesterskabet i damedouble. Turneringen var en del af Wimbledon-mesterskaberne 2021, og kampene med deltagelse af 64 par blev spillet i perioden 1. - 10. juli 2021 i All England Lawn Tennis and Croquet Club i London, Storbritannien.
Mesterskabet blev vundet af Hsieh Su-Wei og Elise Mertens, som i finalen besejrede Veronika Kudermetova og Jelena Vesnina med 3-6, 7-5, 9-7 efter at have afværget to matchbolde til det russiske par i andet sæt. Hsieh vandt Wimbledon-mesterskabet i damedouble for tredje gang, efter at hun tidligere havde vundet titlen i 2013 sammen med Peng Shuai og i 2019 med Barbora Strýcová som makker. Det var hendes fjerde grand slam-titel i alt, da hun derudover også havde vundet French Open 2014. Mertens vandt Wimbledon-titlen i damedouble for første gang, og det var hendes anden grand slam-titel i karrieren, da hun inden da også havde vundet US Open 2019 sammen med Aryna Sabalenka.

## Pengepræmier og ranglistepoint
Den samlede præmiesum til spillerne i damedouble androg £ 2.128.000 (ekskl. per diem), hvilket var et fald på ca. 7 % i forhold til den foregående turnering i 2019.
| Resultat               | Pengepræmier | Pengepræmier | Ændring ift. 2019 | WTA-point |
| Resultat               | Pr. par      | Total        | Ændring ift. 2019 | WTA-point |
| ---------------------- | ------------ | ------------ | ----------------- | --------- |
| Vindere (1)            | £ 480.000    | £ 480.000    | −11,1 %           | 2.000     |
| Finalister (1)         | £ 240.000    | £ 240.000    | −11,1 %           | 1.300     |
| Semifinalister (2)     | £ 120.000    | £ 240.000    | −11,1 %           | 780       |
| Kvartfinalister (4)    | £ 60.000     | £ 240.000    | −10,4 %           | 430       |
| Tabere i 3. runde (8)  | £ 30.000     | £ 240.000    | −6,3 %            | 240       |
| Tabere i 2. runde (16) | £ 19.000     | £ 304.000    | 0 %               | 130       |
| Tabere i 1. runde (32) | £ 12.000     | £ 384.000    | 0 %               | 10        |
| Samlet præmiesum       | -            | £ 2.128.000  | −7,2 %            | -         |

## Turnering

### Deltagere
Turneringen havde deltagelse af 64 par, der var fordelt på:
- 59 direkte kvalificerede par i form af deres ranglisteplacering i double.
- 5 par, der har modtaget et wildcard (markeret med WC).

#### Seedede spillere
De 16 bedst placerede af deltagerne på WTA's verdensrangliste pr. 21. juni 2021 blev seedet:
| Seedning | Rangering | Rangering | Spillere                              | Resultat        |
| Seedning | Sum       | Ind.      | Spillere                              | Resultat        |
| -------- | --------- | --------- | ------------------------------------- | --------------- |
| 1        | 3         | 1 2       | Barbora Krejčíková Kateřina Siniaková | Kvartfinalister |
| 2        | 7         | 4 3       | Tímea Babos Kristina Mladenovic       | Første runde    |
| 3        | 13        | 5 8       | Hsieh Su-Wei Elise Mertens            | Mestre          |
| 4        | 19        | 9 10      | Nicole Melichar Demi Schuurs          | Første runde    |
| 5        | 28        | 14        | Shuko Aoyama Ena Shibahara            | Semifinalister  |
| 6        | 33        | 16 17     | Alexa Guarachi Desirae Krawczyk       | Første runde    |
| 7        | 36        | 18        | Chan Hao-Ching Latisha Chan           | Kvartfinalister |
| 8        | 48        | 25 23     | Hayley Carter Luisa Stefani           | Første runde    |
| 9        | 54        | 28 26     | Sharon Fichman Giuliana Olmos         | Tredje runde    |
| 10       | 56        | 21 35     | Darija Jurak Andreja Klepač           | Første runde    |
| 11       | 70        | 33 37     | Laura Siegemund Vera Zvonarjova       | Tredje runde    |
| 12       | 73        | 39 34     | Cori Gauff Caty McNally               | Tredje runde    |
| 13       | 86        | 46 40     | Nadiia Kitjenok Raluca Olaru          | Tredje runde    |
| 14       | 89        | 36 53     | Asia Muhammad Jessica Pegula          | Tredje runde    |
| 15       | 98        | 31 67     | Viktória Kužmová Arantxa Rus          | Tredje runde    |
| 16       | 102       | 73 29     | Marie Bouzková Lucie Hradecká         | Kvartfinalister |

#### Wildcards
Syv par modtog et wildcard til turneringen.
| Spillere                             | Resultat     |
| ------------------------------------ | ------------ |
| Naiktha Bains Samantha Murray Sharan | Første runde |
| Harriet Dart Heather Watson          | Tredje runde |
| Sarah Beth Grey Emily Webley-Smith   | Første runde |
| Tara Moore Eden Silva                | Første runde |
| Naomi Broady Jodie Burrage           | Første runde |

### Resultater

#### Kvartfinaler, semifinaler og finale
| Barbora Krejčíková |
| Kateřina Siniaková |

| Veronika Kudermetova |
| Jelena Vesnina       |

| Veronika Kudermetova |
| Jelena Vesnina       |

| Caroline Dolehide |
| Storm Sanders     |

| Caroline Dolehide |
| Storm Sanders     |

| Chan Hao-Ching |
| Latisha Chan   |

| Veronika Kudermetova |
| Jelena Vesnina       |

| Aleksandra Krunić |
| Nina Stojanović   |

| Hsieh Su-Wei  |
| Elise Mertens |

| Hsieh Su-Wei  |
| Elise Mertens |

| Hsieh Su-Wei  |
| Elise Mertens |

| Shuko Aoyama  |
| Ena Shibahara |

| Shuko Aoyama  |
| Ena Shibahara |

| Marie Bouzková |
| Lucie Hradecká |

#### Første, anden og tredje runde
| Barbora Krejčíková |
| Kateřina Siniaková |

| Alizé Cornet |
| Fiona Ferro  |

| Barbora Krejčíková |
| Kateřina Siniaková |

| Samantha Stosur |
| Coco Vandeweghe |

| Anna Kalinskaja   |
| Julija Putintseva |

| Anna Kalinskaja   |
| Julija Putintseva |

| Barbora Krejčíková |
| Kateřina Siniaková |

| Greet Minnen        |
| Alison Van Uytvanck |

| Viktória Kužmová |
| Arantxa Rus      |

| Emina Bektas |
| Quin Gleason |

| Greet Minnen        |
| Alison Van Uytvanck |

| Naomi Broady  |
| Jodie Burrage |

| Viktória Kužmová |
| Arantxa Rus      |

| Viktória Kužmová |
| Arantxa Rus      |

| Cori Gauff   |
| Caty McNally |

| Darja Kasatkina |
| Ellen Perez     |

| Cori Gauff   |
| Caty McNally |

| Paula Badosa        |
| Sara Sorribes Tormo |

| Paula Badosa        |
| Sara Sorribes Tormo |

| Bernarda Pera        |
| Rosalie van der Hoek |

| Cori Gauff   |
| Caty McNally |

| Veronika Kudermetova |
| Jelena Vesnina       |

| Veronika Kudermetova |
| Jelena Vesnina       |

| A. Pavljutjenkova |
| Jelena Rybakina   |

| Veronika Kudermetova |
| Jelena Vesnina       |

| Bethanie Mattek-Sands |
| Sania Mirza           |

| Bethanie Mattek-Sands |
| Sania Mirza           |

| Alexa Guarachi   |
| Desirae Krawczyk |

| Nicole Melichar |
| Demi Schuurs    |

| Andreea Mitu     |
| Monica Niculescu |

| Andreea Mitu     |
| Monica Niculescu |

| Caroline Dolehide |
| Storm Sanders     |

| Caroline Dolehide |
| Storm Sanders     |

| Kaja Juvan |
| Ann Li     |

| Caroline Dolehide |
| Storm Sanders     |

| Sabrina Santamaria |
| Tamara Zidanšek    |

| Nadiia Kitjenok |
| Raluca Olaru    |

| Lara Arruabarrena |
| Nadia Podoroska   |

| Sabrina Santamaria |
| Tamara Zidanšek    |

| Leylah Fernandez    |
| Anastasija Potapova |

| Nadiia Kitjenok |
| Raluca Olaru    |

| Nadiia Kitjenok |
| Raluca Olaru    |

| Darija Jurak   |
| Andreja Klepač |

| Petra Martić  |
| Shelby Rogers |

| Petra Martić  |
| Shelby Rogers |

| Harriet Dart   |
| Heather Watson |

| Harriet Dart   |
| Heather Watson |

| Kaia Kanepi |
| Zhang Shuai |

| Harriet Dart   |
| Heather Watson |

| Kiki Bertens          |
| L. Pattinama Kerkhove |

| Chan Hao-Ching |
| Latisha Chan   |

| Elixane Lechemia |
| Ingrid Neel      |

| Elixane Lechemia |
| Ingrid Neel      |

| Cornelia Lister    |
| Patricia Maria Țig |

| Chan Hao-Ching |
| Latisha Chan   |

| Chan Hao-Ching |
| Latisha Chan   |

| Hayley Carter |
| Luisa Stefani |

| Aleksandra Krunić |
| Nina Stojanović   |

| Aleksandra Krunić |
| Nina Stojanović   |

| Mona Barthel    |
| Julia Wachaczyk |

| Mona Barthel    |
| Julia Wachaczyk |

| Aljaksandra Sasnovitj |
| Clara Tauson          |

| Aleksandra Krunić |
| Nina Stojanović   |

| Marta Kostjuk    |
| Jeļena Ostapenko |

| Sharon Fichman |
| Giuliana Olmos |

| Belinda Bencic |
| Sofia Kenin    |

| Marta Kostjuk    |
| Jeļena Ostapenko |

| Vivian Heisen |
| Květa Peschke |

| Sharon Fichman |
| Giuliana Olmos |

| Sharon Fichman |
| Giuliana Olmos |

| Asia Muhammad  |
| Jessica Pegula |

| Lauren Davis |
| Ankita Raina |

| Asia Muhammad  |
| Jessica Pegula |

| Ljudmyla Kitjenok |
| Makoto Ninomiya   |

| Ljudmyla Kitjenok |
| Makoto Ninomiya   |

| Magda Linette   |
| Alicja Rosolska |

| Asia Muhammad  |
| Jessica Pegula |

| Misaki Doi        |
| Viktorija Golubic |

| Hsieh Su-Wei  |
| Elise Mertens |

| Jekaterina Aleksandrova |
| Wang Yafan              |

| Misaki Doi        |
| Viktorija Golubic |

| Vitalija Djatjenko |
| Galina Voskobojeva |

| Hsieh Su-Wei  |
| Elise Mertens |

| Hsieh Su-Wei  |
| Elise Mertens |

| Shuko Aoyama  |
| Ena Shibahara |

| Gabriela Dabrowski |
| Caroline Garcia    |

| Shuko Aoyama  |
| Ena Shibahara |

| Sarah Beth Grey    |
| Emily Webley-Smith |

| Tereza Martincová   |
| Markéta Vondroušová |

| Tereza Martincová   |
| Markéta Vondroušová |

| Shuko Aoyama  |
| Ena Shibahara |

| Christina McHale |
| Ajla Tomljanović |

| Laura Siegemund |
| Vera Zvonarjova |

| Kaitlyn Christian |
| Nao Hibino        |

| Kaitlyn Christian |
| Nao Hibino        |

| Tara Moore |
| Eden Silva |

| Laura Siegemund |
| Vera Zvonarjova |

| Laura Siegemund |
| Vera Zvonarjova |

| Marie Bouzková |
| Lucie Hradecká |

| Miyu Kato       |
| Renata Voráčová |

| Marie Bouzková |
| Lucie Hradecká |

| Madison Brengle |
| Zhu Lin         |

| Anna Blinkova      |
| Anna-Lena Friedsam |

| Anna Blinkova      |
| Anna-Lena Friedsam |

| Marie Bouzková |
| Lucie Hradecká |

| Varvara Gratjeva    |
| Oksana Kalasjnikova |

| Varvara Gratjeva    |
| Oksana Kalasjnikova |

| Naiktha Bains          |
| Samantha Murray Sharan |

| Varvara Gratjeva    |
| Oksana Kalasjnikova |

| Zarina Dijas    |
| Arina Rodionova |

| Zarina Dijas    |
| Arina Rodionova |

| Tímea Babos         |
| Kristina Mladenovic |